# Juan Manuel Cano
Juan Manuel Cano, född 12 december 1987, är en argentinsk friidrottare. Han deltog vid olympiska sommarspelen 2008, olympiska sommarspelen 2012 och olympiska sommarspelen 2016.